# 西村豪庸
西村 豪庸（にしむら ひでのぶ、1980年 - ）は、日本の経営コンサルタント、投資家、執筆家。INSTYLE GROUP代表。東京都中央区出身。都立成瀬高等学校、中央大学法学部卒業。
INSTYLE Inc. 代表取締役、CLOUD Inc. 代表取締役CEO、Crossover Innovation Inc. 代表取締役 、Japan Venture Capital Inc. 代表取締役 CEO、WELLS Communication Inc. 代表取締役 CEO。

## 経歴
- 2008年 コンサルティング会社としてINSTYLE Inc. が設立[9]され、代表取締役CEOに就任
  - Kaleido Inc. 創業、インスタイルグループ参入

- 2010年 Edge Style Inc. 創業、インスタイルグループ参入

- 2011年 著書「シンプルに生きれば、すべてがうまくいく!」を出版[10]

- 2012年 Crossover Innovation Inc. 、WELLS Communication Inc.[11] 、World Service Innovator Inc. 創業、インスタイルグループ参入

- 2014年 AIR RACE JAPAN Inc. 創業、インスタイルグループ参入

- 2015年 AIR RACE JAPAN Inc. 主催「レッドブル・エアレース」日本初開催[12]

- 2016年 Crossover Innovation Inc. アーティスト携帯「f-Phone」リリース[13]
  - CLOUD Inc. 、 Bounty Of Life Inc. 創業[14]、インスタイルグループ参入

- 2017年 VERITE Inc.[15] 、Japan Venture Capital Inc. 創業、インスタイルグループ参入

- 2018年 インスタイルグループが赤坂オフィスへ移転・増床[16]
  - DIET BUTCHER SLIM SKIN Inc. （現 DIET BUTCHER Inc.）[17]、Less.Tokyo Creative Inc. 、Nombre premier Inc.[18] 、R.S.V.P Inc. 、Finest Inc.[19] 、INSTYLE APPAREL Inc. 、INSTYLE PUBLISHING Inc. 、Yamadamic  Inc. 、GLOBAL NETWORKS Inc. 創業、インスタイルグループ参入

- 2019年 ILLUMS JAPAN Inc. がインスタイルグループ参入[20]

- 2020年 著書「SURVIVE 不確実性の高い時代における生き残り戦略」を出版[21][22]
  - XGJ Inc. 創業、インスタイルグループ参入

- 2021年 Mebius Pharmaceutical Inc. の副社長に就任[23]
  - KANCH Inc. 、AWAI Inc. 創業、インスタイルグループ参入

- 2022年 Mebius Pharmaceutical Inc.[24] 、BIRTHLY Inc.[25] がインスタイルグループ参入
  - XGJ Inc. 主催「エックスゲームズ」日本初開催[26]

## 著作
- シンプルに生きれば、すべてがうまくいく!（2011年2月、中経出版、 ISBN 480613855X）
- SURVIVE 不確実性の高い時代における生き残り戦略（2020年8月、プレジデント社、 ISBN 4833423650）